# XVII Batallón Aéreo de Reemplazo
El XVII Batallón Aéreo de Reemplazo (XVII. Flieger-Ersatz-Abteilung) fue una unidad de la Luftwaffe de la Alemania nazi.

## Historia
Fue formado en abril de 1942 en Chrudim bei Pardubitz. Después es trasladado a Seyring bei Wien, donde permaneció hasta 1944.